# NGC 2243
NGC 2243 est un amas ouvert, situé dans la constellation du Grand Chien. Il a été découvert par l'astronome écossais James Dunlop en 1826.
NGC 2243 est à environ 4 458 pc (∼14 500 al) du système solaire et les dernières estimations donnent un âge de 4,5 milliards d'années. La taille apparente de l'amas est de 8,3 minutes d'arc, ce qui, compte tenu de la distance, donne une taille réelle maximale d'environ 35 années-lumière.
Selon la classification des amas ouverts de Robert Trumpler, cet amas renferme plus de 100 étoiles (lettre r) dont la concentration est forte (I) et dont les magnitudes se répartissent sur un intervalle moyen (le chiffre 2).